# Titres immobilisés de l'activité de portefeuille
Les titres immobilisés de l'activité de portefeuille, souvent désignés par l'acronyme « TIAP », sont des titres acquis par une entreprise dans la perspective d'en retirer, à plus ou moins longue échéance, une rentabilité satisfaisante. Ces titres sont généralement des actions ou des obligations achetées en bourse. Ils font partie de l'actif de l'entreprise et peuvent produire des revenus jusqu'à leur cession.

## En France

### Caractéristiques
Pour un article plus général, voir Immobilisation financière.
Les TIAP, tout comme les « valeurs mobilières de placement », ont pour but d'assurer un revenu à l'entreprise, ce qui les oppose aux « titres de participation » dont le but principal est d'obtenir un pouvoir de décision dans d'autres entreprises.
Par définition, l'entreprise qui détient des TIAP n'a donc pas vocation à intervenir dans la gestion des sociétés émettrices des titres et le nombre de titres détenus doit rester inférieur à 10 % du capital de ces sociétés.
Tout en partageant le même but de rentabilité, les TIAP se distinguent des valeurs mobilières de placement par leur plus longue durée de détention : il s'agit d'un placement financier à plus ou moins long terme et non d'un placement de trésorerie à court terme. 
À noter que les titres de participation doivent dépasser un seuil d'au moins 5 % du capital d'une société tandis que les TIAP sont plafonnés à 10% de ce capital. Entre 5 % et 10 % du capital, les titres détenus sont soit des TIAP, soit des titres de participation, tout dépend du but poursuivi par l'entreprise détentrice.

### Comptabilisation
Pour un article plus général, voir Plan comptable général (France).
Dans le plan comptable général, les acquisitions et cessions de TIAP sont enregistrées à leur prix d'achat sur le compte 273. Titres immobilisés de l'activité de portefeuille.
Le cas échéant une dépréciation des titres peut être constatée à l'inventaire en fin d'exercice comptable.
Les produits de cessions (prix de vente moins prix d'achat), les frais d'opérations, la TVA et les revenus perçus (dividendes) sont enregistrés par ailleurs dans d'autres comptes.